# MACS1149-JD
MACS1149-JD es una galaxia que fue detectada el 19 de septiembre de 2012 por los telescopios espaciales Spitzer y Hubble, y cuya formación se estima en tan solo unos 200 millones de años después del Big Bang. Se considera la galaxia más distante conocida hasta la fecha.[actualizar]
La mencionada galaxia data de la época de la reionización, la segunda mayor fase de cambio del hidrógeno en el universo que, hasta el descubrimiento de MACS1149-JD, estaba inexplorada por encontrarse fuera de la sensibilidad de los telescopios.
El descubrimiento fue posible gracias al efecto de lente gravitatoria producido por un cúmulo de galaxias situado en la trayectoria de la luz de MACS1149-JD. Siendo que la luz que emite tarda unos 13 200 millones de años en llegar a la Tierra, se hace posible estudiar cómo era el universo primitivo a través de ella.